# 木山町
木山町（きやままち）は、熊本県の中部、上益城郡にかつてあった町である。

## 歴史
- 1889年4月1日 - 町村制が施行。木山町、寺迫村、宮園村が合併して木山町が発足。
- 1954年4月1日 - 広安村、飯野村、福田村、津森村と合併し益城町となる。

## 学校
- 木山町立木山小学校（現在の益城町立益城中央小学校）
- 木山町外二か村中学校組合立木山中学校